# Bobby Darin
Bobby Darin, właśc. Walden Robert Cassotto (ur. 14 maja 1936 w Nowym Jorku, zm. 20 grudnia 1973 w Los Angeles) – amerykański piosenkarz, kompozytor popowy i aktor filmowy.
26 maja 1982 otrzymał własną gwiazdę w Alei Gwiazd w Los Angeles znajdującą się przy 1735 Vine Street.

## Życiorys
Ukończył Bronx High School of Science w Bronksie i Hunter College w Nowym Jorku. Początkowo występował w kawiarniach nowojorskich, w połowie lat 50. trafił do przemysłu muzycznego. Zadebiutował singlem My First Love. Po kilku singlach, które nie odniosły powodzenia, Splish Splash dotarł na 3. miejsce amerykańskiej listy przebojów. Z powodu braku dalszych sukcesów, Darin jeden singiel wydał z zespołem towarzyszącym, pod nazwą The Ding Dongs, zmienioną następnie na The Rinky Dinks. W 1958 powrócił do występów pod własnym nazwiskiem i osiągnął sukces singlem Queen of the Hop, sprzedanym w ponad milionowym nakładzie. Jeszcze większą popularność przyniosła mu własna kompozycja z 1959 Dream Lover (1. miejsce w Wielkiej Brytanii i 2. w USA), reprezentująca typową dla tego okresu stylistykę pop.
W kolejnych nagraniach Darin zmienił styl, stawiając na repertuar dla dojrzalszej publiczności, opracowując własne udane i popularne wersje standardów, jak Mack the Knife z Opery za trzy grosze, La Mer (Beyond the Sea), Clementine. Bywał porównywany do Franka Sinatry. Śpiewał też standardy musicalowe, jak „Hello, Dolly”. 
Debiutował na ekranie jako mężczyzna w okularach przeciwsłonecznych, tańczący, a później żujący gumę na próbie (niewymieniony w czołówce) w melodramacie muzycznym Johna Cassavetesa Cienie (Shadows, 1958). Pojawił się potem w komedii muzycznej George’a Sidneya Pepe (1960). Rola pacjenta w dramacie Granice wytrzymałości (Pressure Point, 1962) z Sidneyem Poitierem i Peterem Falkiem przyniosła mu nominację do Złotego Globu dla najlepszego aktora w filmie dramatycznym. Za rolę kaprala Jima Tompkinsa w komediodramacie wojennym Kapitan Newman (Captain Newman, M.D., 1963) z udziałem Gregory’ego Pecka, Tony’ego Curtisa, Angie Dickinson, Roberta Duvalla i Eddiego Alberta otrzymał nominację do Oscara dla najlepszego aktora drugoplanowego i Złotego Globu dla najlepszego aktora drugoplanowego. Jego piosenka „That Funny Feeling” pochodząca z komedii romantycznej Richarda Thorpe’a That Funny Feeling (1965), gdzie zagrał postać bogatego nowojorskiego biznesmena Toma Milforda zakochanego w pokojówce (Sandra Dee), była nominowana do Złotego Globu za najlepszą piosenkę.
W 1965 roku wraz z przemianami generacyjnymi na rynku muzycznym, Darin zainteresował się aktualnym wówczas folk rockiem. Nagrał m.in. udaną interpretację If I Were a Carpenter Tima Hardina (1966) i protest song We Didn't Ask to Be Brought Here. Na kolejnych płytach zauważalny był dalszy zwrot w kierunku poezji i muzyki zaangażowanej politycznie.
Darin śpiewał piosenki w stylu tradycyjny pop, często znakomicie interpretując standardy muzyki pop. Bywało jednak, że wychodził poza tę dziedzinę, śpiewając popowe wersje piosenek rock and rollowych, najczęściej popularnych zespołów, takich jak The Rolling Stones lub ambitniejszych jak Bob Dylan. Spowodowało to, że niekiedy zaliczany jest do grona artystów rock and rolla.
Bobby Darin zmagał się z chorobą serca i po kilku operacjach zmarł przedwcześnie 20 grudnia 1973 w wieku 37 lat.
W 1990 Boby Darin został wprowadzony do Rock and Roll Hall of Fame.
Był dwukrotnie żonaty; z Sandrą Dee (od 1 grudnia 1960 do 7 marca 1967), z którą miał syna Dodda, i Andreą Joy Yeager (od 26 stycznia 1973, separacja od 30 września 1973, rozwód w październiku 1973). Spotykał się z piosenkarką Connie Francis.
W 2004 powstał film amerykański, oparty na biografii Bobby’ego Darina – Wielkie życie (Beyond the Sea) w reżyserii Kevina Spacey’ego, który był również współautorem scenariusza i wcielił się w postać B. Darina, śpiewając także jego piosenki.

## Dyskografia
- Bobby Darin (1958)
- That's All (1959)
- This is Darin (1960)
- For Teenagers Only (1960)
- The 25th Day of December (1960)
- Two of a Kind (1961)
- Love Swings (1961)
- Twist with Bobby Darin (1961)
- Bobby Darin Sings Ray Charles (1962)
- Things and Other Things (1962)
- Oh! Look at Me Now (1962)
- You're the Reason I'm Living (1963)
- It's You or No One (1963)
- 18 Yellow Roses (1963)
- Earthy! (1963)
- Golden Folk Hits (1963)
- Winners (1964)
- From Hello Dolly to Goodbye Charlie (1964)
- Venice Blue (1965)
- Bobby Darin Sings The Shadow of Your Smile (1966)
- In a Broadway Bag (Mame) (1966)
- If I Were a Carpenter (1966)
- Inside Out (1967)
- Bobby Darin Sings Doctor Dolittle (1967)
- Bobby Darin Born Walden Robert Cassotto (1968)
- Commitment (1969)
- Bobby Darin (1972)

## Nagrody
| Rok  | Nagroda        | Kategoria                         | Tytuł utworu / filmu            |
| ---- | -------------- | --------------------------------- | ------------------------------- |
| 1959 | Nagroda Grammy | Najlepszy nowy artysta            | –                               |
| 1959 | Nagroda Grammy | Nagranie roku                     | „Mack The Knife” (1959)         |
| 1962 | Złoty Glob     | Najbardziej obiecujący debiutant  | Kiedy nadejdzie wrzesień (1961) |
| 2010 | Nagroda Grammy | Nagroda za całokształt twórczości | –                               |